# Francis Paudras
Francis Paudras (* 21. Januar 1935 in Chilly-Mazarin, Département Essonne; † 26. November 1997 in Antigny (Vienne)) war ein französischer Jazz-Autor. Der Name von Francis Paudras ist eng verbunden mit dem US-amerikanischen Jazzpianisten Bud Powell; deren Freundschaft wurde in fiktionaler Form von Bertrand Tavernier in seinem Spielfilm Um Mitternacht (Round Midnight, 1986) porträtiert.

## Leben und Wirken
Paudras stammt aus dem nahe Paris liegenden Chilly-Mazarin und hatte in seiner Kindheit Klavierunterricht; später studierte er Bildende Kunst an der Ecole Estienne. Nach seinem Militärdienst zog er 1958 nach Paris, wo er den Jazz für sich entdeckte, insbesondere Jazz-Piano von Bud Powell, Erroll Garner oder Bill Evans; er schätzt aber auch klassisches Klavierspiel von Ravel, Debussy, Rachmaninow oder von Glenn Gould, den er verehrte.
1959 lernte er in Paris den Pianisten Bud Powell kennen. In der Zeit seiner Freundschaft mit ihm arbeitete Paudras als Designer; in seiner Freizeit war er ein enthusiastischer Jazzfan und betätigte sich nebenbei als Amateur-Pianist. Von 1962 bis 1964 war er Powells inoffizieller Manager. Dieser lebte auch eine Weile in Paudras’ Apartment zusammen mit dessen Frau und deren kleiner Tochter; schließlich begleitete er den kranken Pianisten 1964 bei seiner Rückkehr nach New York. Später schrieb Paudras ein Buch über seine Erfahrungen mit Bud Powell, das unter dem Titel La Danse des Infidels erschien (benannt nach einer von Powells Kompositionen, „Dance of the Infidels“). Paudras hatte auch eine Reihe von unveröffentlichten Aufnahmen von Powell gesammelt, die später auf CD auf dem Label Mythic Sound erschienen.
Nach Powells Tod im Jahr 1966 pflegte Paudras Freundschaft mit weiteren Jazzmusikern wie Bill Evans und legte eine Sammlung von Dokumenten über Jazz in Form von unzähligen Aufnahmen, Filmen und Memorabilia an. Für das Bud Powell-Buch schrieb Bill Evans das Vorwort und eine Coda; im Gegenzug stammen die Liner Notes für einige späte Alben des Pianisten von Paudras, wie für dessen Livealbum Turn Out the Stars - Bill Evans Trio live at Ronnie Scott’s (1980) und das 1992 posthum erschienene Album Letter to Evan. In den 1960er Jahren kaufte er in Antigny bei Vienne ein historisches Anwesen, das im Mittelalter dem Templerorden gehörte, restaurierte es und brachte dort seine Jazz-Sammlung unter. Ab Ende der 1970er Jahre lebte er in dem Gebäude, in dem er auch Musiker wie Gil Evans und Herbie Hancock beherbergte.
Auf Basis seiner Jazz-Kollektion entstand ein zweites Werk über Jazz, das Buch To Bird With Love als Tribut an Charlie Parker, das in Zusammenarbeit mit dessen Witwe Chan Parker entstand. In den 1980er Jahren förderte er die Karriere des jungen Jacky Terrasson, den er über seinen Sohn Stephane kennenlernte, indem er ihn an das Berklee College of Music in Boston empfahl. Nach langen Jahren mit persönlichen Problemen und schweren Depressionen beging er 1997 in seinem Schloss in Antigny Suizid.

## Veröffentlichungen (Auswahl)
- Francis Paudras: Dance of the Infidels: A Portrait of Bud Powell. New York City, Da Capo Press, 1999 ISBN 0-306-80816-1.
- Chan Parker mit Francis Paudras: To Bird with Love, Wizlov 1981.
- Francis Paudras, Philippe Carles: Herman Leonard - The Eye of Jazz - The Jazz Photographs of Herman Leonard. Viking, New York, 1989.